# Uzunada
Uzunada ou Uzun Ada (littéralement « île longue ») est une île située à l'entrée du golfe d'Izmir, sur la côte ouest de la Turquie. Elle est située entre la péninsule de Karaburun à l'ouest et le district de Foça à l'est. Avec un trajet Nord/Sud long de 9 km, elle est la quatrième plus grande île de la Turquie, et la troisième plus grande de la mer Égée. Son ancien nom grec était Drymoussa (Δρυμούσσα), l'île est également connue par les noms grecs postérieurs de Makronisi (« île longue ») ou Englezonisi (« île des Anglais »). Au sud de l'île sont situés de nombreux îlots dont Yassıca. 
Uzunada est également le nom de nombreux autres petits îlots turcs de la mer Égée.